# アレクサンダー・ギャロウェイ
アレクサンダー・ギャロウェイ（Alexander R. Galloway, 1974年 - ）は、著述家、ニューヨーク大学メディア・文化・コミュニケーション学部准教授。ブラウン大学から近代文化・メディア学の学士号を、2001年にデューク大学から文学の博士号を授与された。哲学、メディア理論、現代アート、映像、ビデオゲームについての著作がある。

## 業績
ギャロウェイの処女作『Protocol: How Control Exists After Decentralization』は、情報ネットワークとそれがもたらす政治的・計算論的な影響についての研究である。他の著作では、フィルム・ノワール、ビデオゲーム、ソフトウェアアート、ハクティビズム、デジタル美学を論じている。ギャロウェイはパブリックスクールNYUで何度かセミナーを開いており、「今日のフレンチ・セオリー」はその中の一つである。また、フランソワ・ラリュエルやTiqqunの翻訳も手がけている。ギャロウェイはプログラマー、そしてアーティストとしても活躍している。ラディカル・ソフトウェア・グループ（RSG）の創立メンバーであり、自らのアート・プロジェクトとしてCarnivore（2002年、アルス・エレクトロニカのゴールデン・ニカ賞を受賞）、Kriegspiel（ギー・ドゥボールがデザインした戦争ゲームにインスパイアされた作品）がある。

## 著作
- Protocol: How Control Exists After Decentralization, MIT Press, 2004. ISBN 0-262-07247-5
  - 『プロトコル』北野圭介訳 人文書院 2017年
- Gaming: Essays on Algorithmic Culture, University of Minnesota Press, 2006. ISBN 0-8166-4851-4
- The Exploit: A Theory of Networks, coauthored with Eugene Thacker. University of Minnesota Press, 2007. ISBN 978-0-8166-5044-6
- French Theory Today — An Introduction to Possible Futures, The Public School New York, 2010. ISBN 978-2756104126 (translated into French by Clémentine Duzer and Thomas Duzer as Les Nouveaux Réalistes - Philosophie et Postfordisme, Editions Léo Scheer, 2012)
- The Interface Effect, Polity Books, 2012. ISBN 978-0-7456-6252-7
- Dark Nights of the Universe (with Eugene Thacker, Daniel Coluciello Barber, and Nicola Masciandaro) ([NAME] Publications, 2013). ISBN 978-0-9840566-7-5
- Excommunication: Three Inquiries in Media and Mediation (with Eugene Thacker and McKenzie Wark) (University of Chicago Press, 2013). ISBN 978-0226925226
- Laruelle: Against the Digital (University of Minnesota Press, 2014). ISBN 978-0816692132